# Гідрохімічна зональність
Гідрохімі́чна зона́льність (рос.гидрохимическая зональность; англ. chemical hydrologic zonation (zoning); нім. hydrochemische Zonalität f) — у гідрогеології — закономірні зміни хімічного складу поверхневих та підземних вод, що проходять по окремих географічних (природних) зонах Землі як наслідок загальної географічної зональності.
Розрізняють:
- широтну,
- висотну та
- вертикальну гідрохімічну зональність.

Широтна гідрохімічна зональність проявляється в закономірному збільшенні з півночі на південь мінералізації, концентрації компонентів хімічного складу та їх співвідношення в річкових та ґрунтових водах, річного стікання хімічних речовин, внутрішньорічного та багаторічних коливань концентрацій, балансу хімічних речовин і стікання їх з урахуванням змін гідрологічного режиму річкових та ґрунтових вод.
Висотна гідрохімічна зональність виражається головним чином у зміні мінералізації та концентрації компонентів хімічного складу води та їх багаторічних коливань по висотних зонах гірських областей.
Вертикальна гідрохімічна зональність полягає в закономірній зміні в міру заглиблення в надра Землі більш виражених зон підземних вод, які розрізняються за мінералізацією та хімічним складом, а часто і за гідродинамічним режимом. Цей тип зональності характерний для артезіанських басейнів. У них спостерігається збільшення мінералізації з наближенням до кристалічного фундаменту. Звичайно розрізняють три гідрохімічні зони: верхню — прісних вод з мінералізацією менше 1 ‰; середню — солонуватих вод з мінералізацією від 1 до 10 ‰; нижню — солоних вод і розсолів з мінералізацією більше 10 ‰.